# Guecellone IV da Camino
Guecellone IV da Camino (1177 circa – 1236 circa) è stato un militare italiano attivo a cavallo tra XII e XIII secolo.

## Biografia
Figlio primogenito di Gabriele II da Camino, rimase orfano del padre a circa nove anni. Coi fratelli minori si ritrovò quindi a dover gestire gli interessi di famiglia in un momento peraltro difficile per il casato. Vista la giovane età, essi furono affidati a dei tutori.
Ad approfittare di questo momento di difficoltà fu un'altra famiglia in quel momento in ascesa, ovvero gli Ezzelini, che proprio in quegli anni raggiunsero un ruolo di primo piano a Treviso: nel 1191, appena adolescenti, Guecellone e il fratello Gabriele III giurarono fedeltà al nuovo podestà cittadino, Ezzelino II da Romano.
Le due famiglie, ormai piena rotta di collisione anche per il diverso collocamento politico (vicini ai Guelfi i Caminesi, Ghibellini i da Romano), rivaleggiarono per anni per il predominio sulla Marca Trevigiana.
Nel 1195 Guecellone e i fratelli si fecero investire dal Patriarca di Aquileia dei castelli di Camino, Motta e Cessalto, ponendosi sotto la sua protezione.
Nel 1211 sempre essi acquistarono dal vescovo di Belluno Filippo da Padova i castelli di Oderzo, Fregona, Costa e Soligo; essi e i loro discendenti furono per questo dichiarati avogari vescovili della Chiesa bellunese.

## Capostipite dei cosiddetti "Caminesi di sopra"
Guecellone viene considerato il capostipite del cosiddetto "ramo superiore" del casato Caminese: questo a causa di una presunta suddivisione, giudicata falsa dagli storici contemporanei, dei beni familiari siti in diocesi di Ceneda che egli avrebbe effettuato d'accordo col fratello Biaquino nel 1233, mentre sulla cattedra cenedese sedeva il loro cugino Alberto. Questa suddivisione in due rami della famiglia, sebbene formalmente non sia mai avvenuta, continua comunque ad essere adoperata per praticità.

## Discendenza
A Guecellone vengono attribuiti quattro figli legittimi:
- Biaquino III;
- Gherardo II;
- Rizzardo II;
- Aica (o Gaia), che sposò il padovano Guizzardo Negro.

A questi vanno aggiunti due figli naturali:
- Tolberto, canonico di Ceneda;
- Biaquino, vescovo di Ceneda.